# Dominik Livaković
Dominik Livaković (phát âm tiếng Serbia-Croatia: [dôminik liʋǎːkoʋitɕ, domǐ-], sinh ngày 9 tháng 1 năm 1995) là một cầu thủ bóng đá chuyên nghiệp người Croatia hiện đang thi đấu ở vị trí thủ môn cho câu lạc bộ Süper Lig Fenerbahçe và đội tuyển bóng đá quốc gia Croatia.

## Sự nghiệp câu lạc bộ
Trưởng thành từ lò đào tạo NK Zagreb, Livaković đã ra mắt Giải bóng đá vô địch quốc gia Croatia khi mới 17 tuổi, chơi 23 trận ngay mùa giải đầu tiên lên chuyên nghiệp. Sau bốn mùa bóng cho NK Zagreb, ngày 30 tháng 8 năm 2015, Livaković chuyển đến GNK Dinamo Zagreb. Ngày 2 tháng 10 năm 2016, anh có trận ra mắt Dinamo Zagreb trong trận derby với HNK Hajduk Split và giữ sạch lưới trong trận hòa 0-0.
Ngày 30 tháng 7 năm 2019, trong trận đấu tại vòng loại Champions League 2019-20 mà Dinamo Zagreb đánh bại Saburtalo Tbilisi 3-0, Livaković chính thức phá vỡ kỷ lục về số phút giữ sạch lưới kể từ đầu mùa giải của Dinamo Zagreb trước đó nắm giữ bởi Dražen Ladić từ năm 1995 với 450 phút không phải nhận bàn thua.
Ngày 26 tháng 8 năm 2020, khi đối đầu CFR Cluj tại vòng loại thứ hai Champions League 2020-21, Livaković đã cản phá thành công quả phạt đền của Ciprian Deac trong giờ thi đấu chính thức. Đến loạt sút luân lưu, anh cản phá tiếp quả sút của đội trưởng Cluj Cătălin Golofca để giúp Zagreb giành chiến thắng 6–5 trên loạt sút luân lưu. Sau khi để thua Ferencvárosi TC ở vòng loại thứ ba, Dinamo Zagreb chuyển xuống thi đấu tại Europa League và Livaković chỉ để thủng 1 bàn sau 6 trận vòng bảng giúp Dinamo Zagreb đứng đầu bảng K. Thành tích bất bại tại vòng bảng của Zagreb được Livaković giữ vững với pha cản phá thành công quả phạt đền của Steven Berghuis trong trận hòa 0–0 với Feyenoord ngày 22 tháng 10 và đây cũng là pha cản phá phạt đền thành công thứ hai của anh trong vòng 4 ngày. Sau đó đến trận lượt về vòng 1/8 với Tottenham Hotspur, Dinamo Zagreb đã làm nên cuộc lội ngược dòng khó tin trước đội bóng Anh với chiến thắng 3-0 trên sân nhà sau khi thua 0-2 sân khách. Livaković góp công đầu với hàng loạt pha hóa giải nỗ lực dứt điểm của Harry Kane. Livaković sau đó có tên trong đội hình tiêu biểu của UEFA Europa League mùa giải 2020-21.
Livaković có tên trong đội hình xuất sắc nhất lượt đấu vòng bảng đầu tiên của UEFA Champions League 2022-23  sau khi  có một màn trình diễn xuất sắc giúp Dinamo Zagreb đánh bại Chelsea với tỉ số 1-0.

## Sự nghiệp đội tuyển quốc gia
Livaković có lần đầu tiên được triệu tập vào đội tuyển bóng đá quốc gia Croatia vào tháng 5 năm 2016 trong danh sách 27 cầu thủ chuẩn bị cho Euro 2016 bởi huấn luyện viên Ante Čačić. Tuy nhiên anh đã bị loại khỏi đội hình sau cùng 23 cầu thủ tham dự giải đấu. Anh có trận đấu đầu tiên cho đội tuyển Croatia vào ngày 11 tháng 1 năm 2017 với Chile tại Cúp Trung Quốc 2017.
Tháng 6 năm 2018, Livaković được gọi vào đội tuyển Croatia tham dự World Cup 2018 tại Nga nhưng không có cơ hội được ra sân trong hành trình trở thành á quân giải đấu của Croatia. Kể từ năm 2019, Livaković chính thức trở thành người gác đền số một của đội tuyển Croatia dưới trướng huấn luyện viên Zlatko Dalić sau khi người được chọn bắt chính trước anh là Lovre Kalinić xuống phong độ. Anh có cơ hội lần đầu tiên bắt chính tại một giải đấu lớn cấp độ đội tuyển là tại Euro 2020, nơi anh ra sân trong cả 4 trận đấu của Croatia.

### World Cup 2022
Ngày 9 tháng 11 năm 2022, Livaković có tên trong danh sách 26 cầu thủ Croatia tham dự World Cup 2022 tại Qatar. Ngày 23 tháng 11, anh có lần đầu được ra sân tại sân chơi World Cup và giữ sạch lưới trong trận mở màn bảng F hòa Maroc 0-0. Ngày 5 tháng 12, Livaković trở thành người hùng đưa Croatia vào tứ kết sau khi cản phá 3 quả penalty ở loạt sút luân lưu trước Nhật Bản, sau khi hai đội hòa 1-1 sau 120 phút. Anh trở thành thủ môn thứ ba trong các kỳ World Cup cản được 3 cú sút trong loạt luân lưu tại một trận đấu ở vòng knock-out, sau Danijel Subašić và Ricardo nhưng trở thành thủ môn đầu tiên trong lịch sử World Cup cản được 2 cú sút đầu tiên của đối thủ ở loạt luân lưu. Chung cuộc, Croatia kết thúc giải ở vị trí thứ ba chung cuộc.
Đến trận đấu tứ kết với Brasil, Livaković tiếp tục trở thành người hùng của Croatia với tám pha cứu thua trong hai hiệp chính và tổng cộng trong 120 phút là 11 lần, trong đó có cả pha phản xạ nhanh ngăn đồng đội Joško Gvardiol phản lưới nhà để giúp Croatia cầm hòa Brasil 1-1. Trong loạt sút luân lưu, anh cản phá được lượt sút đầu tiên của Rodrygo Goes và đó là lần thứ tư Livaković chặn được cú sút luân lưu tại World Cup 2022. Chung cuộc Croatia giành thắng lợi 4-2 trên loạt sút luân lưu và cá nhân Livaković nhận giải "Cầu thủ hay nhất trận" lần thứ hai liên tiếp tại giải đấu. Trong trận bán kết 4 ngày sau đó đối đầu Argentina, Livaković phạm lỗi với Julián Álvarez trong pha đối mặt tại vòng cấm dẫn đến bàn mở tì số từ chấm phạt đền của Lionel Messi. Kết thúc trận đấu, anh còn phải vào lưới nhặt bóng thêm hai lần nữa.

## Phong cách thi đấu
Livaković là một chuyên gia bắt phạt đền với tỷ lệ thành công 25% trên tổng số thống kê 54 quả phạt đền anh đã đối mặt tính đến đầu tháng 12 năm 2022.

## Cuộc sống cá nhân
Cha của anh, Zdravko Livaković, là một kỹ sư xây dựng và là cựu Quốc vụ khanh của Bộ Biển, Giao thông và Cơ sở hạ tầng Croatia. Ông và bà nội của anh lần lượt là bác sĩ và giáo viên tiếng Anh. Mẹ của anh, Manuela Skoblar, là em họ của Josip Skoblar, một danh thủ bóng đá của Nam Tư cũ.
Dominik Livaković kết hôn với nhà thiết kế Helena Livaković vào tháng 6 năm 2022 tại nhà thờ St. Stosija ở Zadar.